# L. Scott Caldwell
Laverne Scott Caldwell, dite L. Scott Caldwell, est une actrice de cinéma et de théâtre américaine, née le 17 avril 1950 à Chicago.

## Biographie
Au cinéma, elle incarne, dans des seconds rôles, des personnalités souvent rassurantes ou dotées d'une certaine autorité : juges, agents fédéraux, médecins, nounous. À la télévision, L. Scott Caldwell est apparue dans plus de 30 séries télévisées, dont Melrose Place, Urgences, Lost : Les Disparus, ou encore Cold Case : Affaires classées. Le théâtre reste le domaine où L. Scott Caldwell exprime le plus librement sa sensibilité : depuis 1980, elle a joué dans près de 20 pièces à Broadway.

## Filmographie sélective
Sauf indication contraire, les informations mentionnées dans cette section peuvent être confirmées par les bases de données cinématographiques  présentes dans la section « Liens externes ».

### Cinéma
- 1983 : Avis de recherche de Stanley R. Jaffe
- 1984 : Exterminator 2 de Mark Buntzman
- 1991 : Sacré Sale gosse de Peter Faiman
- 1993 : Le Fugitif d'Andrew Davis
- 1995 : Le Diable en robe bleue de Carl Franklin
- 1995 : Traque sur Internet d'Irwin Winkler
- 1995 : Où sont les hommes ? de Forest Whitaker
- 1999 : Mystery, Alaska de Jay Roach
- 2002 : Apparitions de Tom Shadyac
- 2006 : Rédemption de Phil Joanou
- 2009 : Points de rupture de Timothy Linh Bui
- 2015 : Un homme parfait de David M. Rosenthal
- 2015 : Seul contre tous de Peter Landesman
- 2017 : Jésus, l'enquête de Jon Gunn

### Télévision
- 1988 : Cosby Show, série (épisode Out of Brooklyn) : Elizabeth
- 1989 : La Loi de Los Angeles, série (1 épisode) : Wanda Havens
- 1989 : Rick Hunter, série (1 épisode) : Gloria Tessel
- 1993 : Loïs et Clark : Les Nouvelles Aventures de Superman, série (épisode The Green, Green Glow of Home) : Carol Sherman
- 1994 : Melrose Place, série (épisode With this Ball and Chain) : Juge Maxine Marco
- 1996 : Le Caméléon, série (1 épisode) : Gwen Porter
- 1999 - 2000 : Amy, série : Tanya Miller (7 épisodes)
- 2001 : The Practice : Donnell et Associés, série (épisode Killing Time)
- 2003 - 2007 : Queens Supreme, série : Rose Barnea (13 épisodes)
- 2004 - 2006: Urgences, série : Dr. Rabb (2 épisodes)
- 2004 - 2010 : Lost : Les Disparus, série : Rose Nadler (24 épisodes)
- 2006 : Cold Case : Affaires classées, série (épisode Au fond du trou (Sandhogs)) : Alice Stallworth
- 2007 : FBI : Portés disparus, série (épisode Bavure (Baggage)) : Rev. Anna Washington
- 2008 - 2012 : La Vie secrète d'une ado ordinaire, série : Mère de Ricky Foster
- 2009 - 2013 : Southland : Enid Adams (7 épisodes)
- 2011 : Grey's Anatomy, série (épisode Ne me quitte pas (Don't Deceive Me (Please Don't Go)) : Allison Cobb
- 2011 : Les Experts, série (1 épisode) : Nora Parkes
- 2012 : Private practice, série (Saison 6, épisode 5) : Jilian
- 2013 : Esprits criminels, série (épisode Les Racines de la haine (Strange Fruit)) : Tina Johnson
- 2017 : Le Dernier Seigneur : Lucille (2 épisodes)
- 2017 : Brooklyn Nine Nine, série (épisode Your Honor) : Laverne Holt
- 2017 - 2018 : Murder : Jasmine Bromelle (5 épisodes)
- 2018 : Les Nouvelles Aventures de Sabrina : Nana Ruth Walker
- 2019 : New York, unité spéciale (saison 20, épisode 22) : Jo Anderson

## Théâtre
- 1988 : Joe Turner's Come and Gone : Bertha Holly
- 1991 : The Piano Lesson : Berniece
- 1997 : Macbeth : Lady Macbeth
- 1997 : Proposals : Clemma Diggins
- 2006 : The Dreams of Sarah Breedlove : Sarah Breedlove

## Distinctions
- Tony Awards 1988 : meilleure actrice dans un second rôle dans une pièce pour Come and Gone

## Citations
(juillet 2025).

« Je ne me suis jamais dit 'je veux être actrice', ou quoi que ce soit dans le genre. En revanche, j'aimais le cinéma et ce que Bette Davis et Loretta Young faisaient. »

— St. Louis Post, 1er juillet 1988

« La toute première pièce de théâtre que ma mère ai vue était une pièce dans laquelle je jouais ! »

— Chicago Tribune, 30 novembre 1997

« Je n'ai jamais pris de cours de danse étant enfant, ni quoi que ce soit d'autre... en fait, je n'ai tout simplement jamais été initiée à l'art. Mais j'aimais faire semblant, juste pour me cacher dans les placards, inventer des histoires et faire mine d'être quelqu'un d'autre. »

— Chicago Tribune, 30 novembre 1997

« On ne s'arrête de jouer que lorsqu'on le ressent. Dans ces moments-là, tout s'arrête et il vous faut redémarrer à zéro lorsque vous remontez sur les planches. Il n'y a rien de plus intense que le théâtre. »

— The Plain Dealer, 14 décembre 1997

## Voix françaises
| - Mireille Delcroix dans (les séries télévisées) : - Lost : Les Disparus - Ghost Whisperer - FBI : Portés disparus - Grey's Anatomy - Les Experts - Private Practice - Murder - Maïk Darah dans : - Loïs et Clark : Les Nouvelles Aventures de Superman (série télévisée) - Le Diable en robe bleue - The Practice : Donnell et Associés (série télévisée) - Rédemption - Seul contre tous - Bingo Hell (en) - Martine Meirhaeghe (*1949 - 2016) dans : - Le Fugitif - Le Caméléon (série télévisée) - Laurence Jeanneret dans (les séries télévisées) : - JAG - Urgences - Françoise Vallon dans (les séries télévisées) : - La Vie secrète d'une ado ordinaire - Madam Secretary | - Annie Balestra dans (les séries télévisées) : - Low Winter Sun - Les Nouvelles Aventures de Sabrina - Frédérique Cantrel dans (les séries télévisées) : - All Rise - L'Amour au temps du Corona (en) - Michèle Bardollet dans (les séries télévisées) : - A Million Little Things - Our Kind of People Et aussi - Fatiha Chriette dans Traque sur Internet - Anne Jolivet dans Amy (série télévisée) - Élisabeth Wiener dans Nip/Tuck (série télévisée) - Claudine Grémy dans Southland (série télévisée) - Pascale Vital dans Esprits criminels (série télévisée) - Isabelle Leprince dans Brooklyn Nine-Nine (série télévisée) - Anne Plumet dans Insecure (série télévisée) - Nicole Dogué dans Bad Monkey (série télévisée) |